# Дюрдаль, Арнольд
А́рнольд Дюрда́ль (норв. Arnold Dyrdahl; 14 июля 1919, Тронхейм — 21 октября 1973, там же) — норвежский бобслеист, разгоняющий, выступал за сборную Норвегии в конце 1940-х — середине 1950-х годов. Участник двух зимних Олимпийских игр, призёр многих международных первенств и национальных турниров.

## Биография
Арнольд Дюрдаль родился 14 июля 1919 года в Тронхейме. Активно заниматься бобслеем начал в местном спортивном клубе под названием «Акефоренинг». Благодаря череде удачных выступлений в возрасте двадцати восьми лет удостоился права защищать честь страны на зимних Олимпийских играх 1948 года в Санкт-Морице — в составе четырёхместного экипажа, куда также вошли пилот Бьярне Скрёэн с разгоняющими Гуннаром Торесеном и Бенном Йоханом Вальсё, закрыл десятку сильнейших.
Четыре года спустя Дюрдаль побывал на Олимпийских играх в Кортина д'Ампеццо, здесь он разгонял четырёхместный экипаж Арне Рёгдена и двухместный экипаж Рэйдара Альвеберга — в первом случае занял одиннадцатое место, тогда как во втором потерпел крушение и не смог финишировать. Вскоре после этой Олимпиады он принял решение завершить карьеру профессионального спортсмена, уступив место в сборной молодым норвежским бобслеистам.
После завершения спортивной карьеры проживал в родном Тронхейме, умер там же 21 октября 1973 года. Его сын Бьёрн был довольно известным саночником, представлял страну на двух Олимпийских играх.